# Emilbek Abakirov
Emilbek Abakirov (tiếng Kyrgyz: Абакиров Эмилбек; 18 tháng 3 năm 1929 - 22 tháng 1 năm 2022) là một chính trị gia Liên Xô-Kyrgyzstan. Là đảng viên của Đảng Cộng sản Liên Xô, ông đã tham gia Đại hội Đại biểu Nhân dân Liên Xô từ năm 1989 đến năm 1991. Ông mất ngày 22 tháng 1 năm 2022, hưởng thọ 92 tuổi.